# Islote Campeón
El Islote Campeón es el nombre que recibe una isla que posee una superficie de 9,5 hectáreas (0,09 kilómetro cuadrado) localizada en el archipiélago y parque nacional de las Islas Galápagos, que pertenece administrativamente a la provincia de Galápagos, al oeste del país sudamericano de Ecuador. La isla principal más cercana es la de Floreana (también llamada Santa María), posee 1,28 kilómetros de litoral costero y se encuentra a 79,3 kilómetros del centro del archipiélago.